# Westerbroek (Nederland)
Westerbroek (Gronings: Westerbrouk) is een klein dorp in de gemeente Midden-Groningen in de Nederlandse provincie Groningen. De plaats telt 880 inwoners (2023).
Het dorp ligt in de Westerbroekster-Engelbertermolenpolder, tussen de snelweg A7 in het noorden en het Winschoterdiep en de spoorlijn Groningen - Bad Nieuweschans in het zuiden. Langs het Winschoterdiep liggen tussen Groningen en Hoogezand een aantal dwarshellingen (scheepswerven).

## Geschiedenis
Westerbroek is een veenontginningsdorp uit de elfde of twaalfde eeuw en behoorde tot de landstreek Drenterwolde. Op het nog onontgonnen hoogveen langs de Hunze, op het gebied van de kerspelen Onnen en Noordlaren, vestigden zich kolonisten die vermoedelijk uit de omliggende gebieden kwamen. Het dorp wordt in 1323 en 1342 vermeld als Broke, een van de kerspelen van het Gorecht, dat onder het gezag van de stad Groningen kwam te staan. Omstreeks 1335 is sprake van de Gelkinge-tiende (Galikentende) in dit dorp; in 1491 wordt de marke van Westerbroek (Broexter marck) bij Foxhol vermeld, in 1493 een perceel hooiland in de Broockstermerk. Eerst in de loop van de 16e eeuw werd het dorp als Westerbroek betiteld, kennelijk ter onderscheiding van de bestaande dorpen Noordbroek, Zuidbroek en misschien ook van het bij Onnen gelegen Oostbroek. De uitgang -broek (Oudfries -broke) verwijst naar de laaggelegen weiden die er lagen.
De noordgrens wordt gevormd door de Borgweg, vroeger de Burgwal, een voormalige veendijk die rond 1200 werd aangelegd om te voorkomen dat het water van de Hunze de laagste delen van Duurswold binnenstroomde. De afwateringssloot langs de dijk heette Borgsloot. Deze dijk is verschillende malen doorgebroken, waardoor het dorp verschillende malen onder water liep, soms zelfs door de zee, getuige de afgezette zeeklei aan de noordkant van het dorp. Bij de Kerstvloed van 1717 werd zelfs de school weggespoeld. Deze zware watersnood vormde echter ook een impuls voor de aanleg van zware zeedijken, waaronder de Trekweg langs het Winschoterdiep, die het dorp voor latere overstromingen behoedde. Alleen de Westerbroekstermade stond tot 1925 nog weleens onder water wanneer de Hunze een hoge watertoevoer kende.

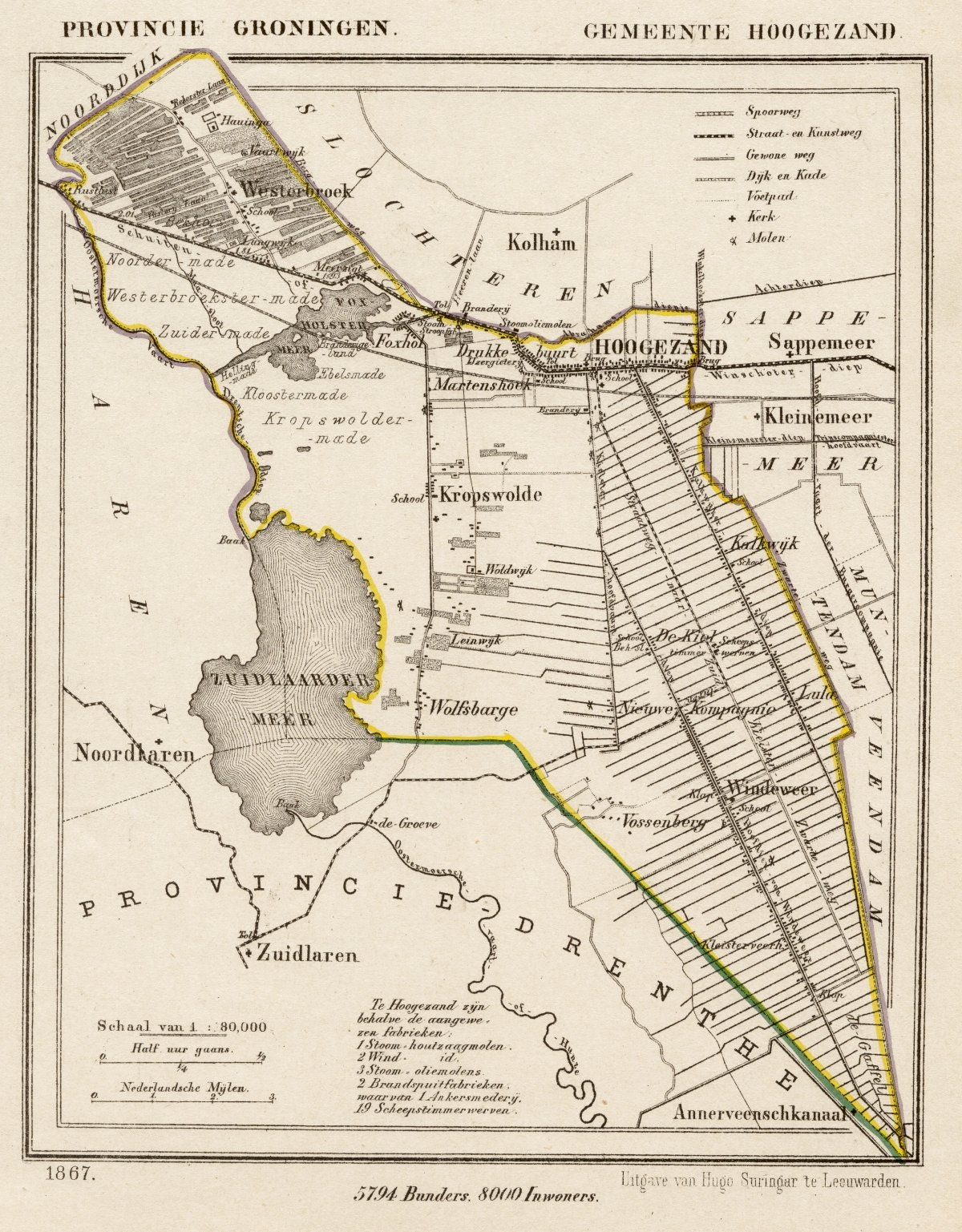
Westerbroek in het noorden van de voormalige gemeente Hoogezand op een kaart uit 1867. Ook de veenborgen Vaartwijk, Meerzigt, Langwijk, en Rustlust zijn aangegeven.

Na het verdwijnen van het oorspronkelijke veendek door akkerbouw en turfgraven ontstond een laagveengebied met een aantal veenmeertjes, dat in 1627 door de stad Groningen werd gekocht, samen met de veengebieden bij Kolham, Waterhuizen en Wolfsbarge. Westerbroek groeide vanaf de start van de vervening in 1771 uit tot een langgerekt dorpje vanuit de Hunze. Veel veenmeertjes rond het dorp ontstonden door het baggeren van veen. Daarbij werd veen van de rand af geplagd het water in, zodat het de lichtere bestanddelen verloor bij het afzinken. Na verloop van tijd werd deze zware veenspecie dan met behulp van een stok met schepnet weer opgevist en in een bak of praam met water gekiept en vervolgens met water tot een brij geroerd en dan op de oever gekieperd alwaar het na enkele dagen werd aangetrapt met trapborden, hetgeen 'trippen' werd genoemd. Deze sprei van veen werd dan na verloop van tijd met behulp van verschillende technieken in stukken turf verdeeld. De arbeiders die het veen opbaggerden werden ook wel 'baggelaars' genoemd. In 2010 werd ter herinnering aan deze periode het monument 'De Baggelaar' van Brenda Hardijk in het centrum van Westerbroek geplaatst. De meertjes rondom het dorp slibden in de loop der tijd dicht.

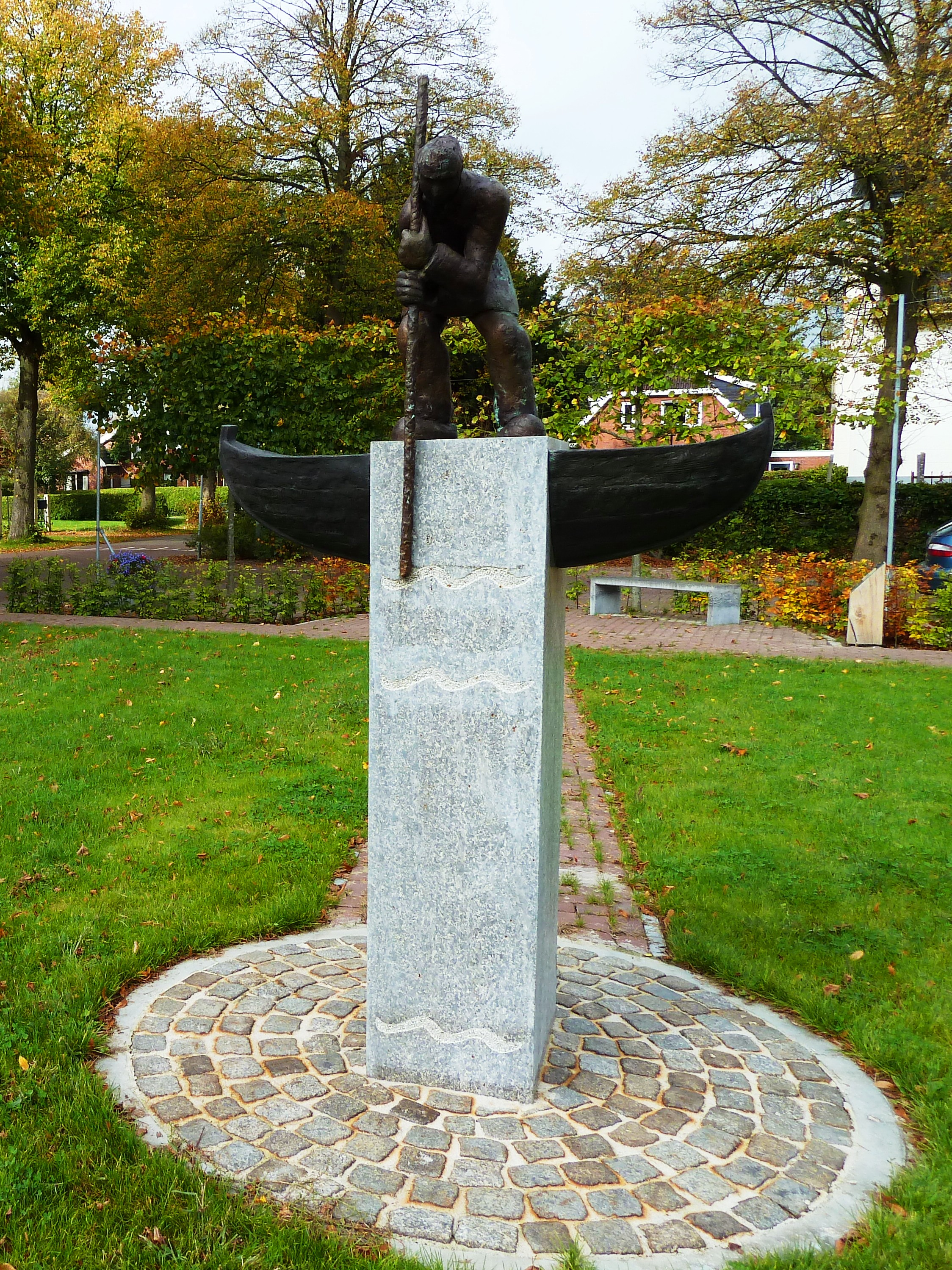
Kunstwerk De Baggelaar van Brenda Hardijk (2010)

In Westerbroek bevond zich een flink aantal buitenplaatsen, waar rijke Groningers de zomer doorbrachten. De bekendste daarvan was Tilburg (op het grondgebied van Scharmer, daarnaast worden rond 1800 genoemd de buitenplaatsen Bullingaheerd, Ellenheerd, Hunenga, Laanhoven, Langwijk, Meerzicht, Schutter, Vaartwijk, Veenlust en Vredelust. In de 19e eeuw werden de meeste afgebroken. In 1620 was verder sprake van een steenhuis of borg, eigendom van de stad Groningen, die Huis te Westerbroek' werd genoemd.
Begin 19e eeuw werd de plaats omschreven als "een gebied vol riet en biezen, slechte weilanden en een armelijke bevolking". Toch werd Westerbroek in 1808 kortstondig de hoofdplaats van een gelijknamige gemeente van de 'tweede klasse' (alleen een schout-civiel) binnen het Departement Groningen, waaronder ook Kropswolde, Engelbert, Middelbert en Noorddijk vielen. In 1811 werd deze gemeente echter alweer opgeheven en kwam Westerbroek onder de gemeente Hoogezand te vallen en vanaf 1949 onder de gemeente Hoogezand-Sappemeer.
In 1905 kreeg Westerbroek een stopplaats aan de spoorlijn in de vorm van station Westerbroek, die echter in 1932 alweer werd opgeheven. In de 19e eeuw stopten de verveningen. Een van de laatste sobere veenwerkerswoningen, die ook wel 'De Hutten' werd genoemd, werd afgebroken in 1903. Begin 20e eeuw kende het dorp een levendige scheepsbouw langs het Winschoterdiep, die in 1910 de grootste economische bezigheid van de inwoners vormde. Hier lagen onder andere de scheepswerven van E.J. Smit & Zoon (1875-1987; nu de locatie van Pars Navis), Wortelboer & Co. (ca. 1900 tot jaren 1930), Ferus Smit (1910-nu), J.G. Bröerken (1940-1972) en G.J. van der Werff.
Tot de jaren 1950 kende Westerbroek net als omliggende dorpen een levendige middenstand. Het dorp had onder andere meerdere kruidenierszaken, bakkers, schilders en cafés (onder andere aan de Oudeweg 101 en 123), alsook een smid, slijter, slager, schoenmaker, aannemer, timmerbedrijf, kapper en een fietsenmaker. Tegenwoordig zijn er geen winkels meer en is het met name een woongemeenschap geworden. Een restaurant is nog wel buiten het dorp gevestigd; aan de Rijksweg West 11, bij de ingang naar de Hesselinkslaan, ligt het motel-restaurant 'Westerbroek-Groningen' van het Van der Valkconcern.
In de jaren 1990 is het dorp uitgebreid met ongeveer 25 woningen, die zijn gebouwd op het terrein achter de pastorie.

## Bevolkingsontwikkeling
| 344¹                                                              | 552¹ | 589¹ | 83 | 582¹ | 75 | 832¹ | 983¹ | 276 | 953¹ | 341 | 450 | 370 | 400 | 376 | 390 | 895¹ | 865¹ | 880¹ |
| Data afkomstig van volkstellingen.nl & CBS. ¹inclusief buiten kom |      |      |    |      |    |      |      |     |      |     |     |     |     |     |     |      |      |      |

| Demografische ontwikkeling tussen 1869 en 2021                      |
| ------------------------------------------------------------------- |
|                                                                     |
| ■ Data afkomstig van volkstellingen.nl ■ Data afkomstig van het CBS |

## Gebouwen

### Kerk, pastorie en school
De hervormde gemeente van Westerbroek bestaat sinds 1614 en in die tijd zal er wellicht ook al een kerkgebouw hebben gestaan. In 1721 werd in elk geval ook een kerk gebouwd, waarbij in 1785 een toren verrees. In 1885 vloog de kerk echter in brand na een blikseminslag en werd daarop in 1889 herbouwd. De nieuwe zaalkerk kreeg een houten toren en werd gepleisterd. Nadat de torenspits op instorten stond, werd de kerk begin jaren 1980 gerestaureerd. De torenklok werd in 1832 gegoten door klokkengieter A.H. van Bergen uit Midwolda. In de kerk staan een preekstoel en twee 18e-eeuwse herenbanken. Het orgel werd in 1904 gemaakt door de gebroeders Van Oeckelen en in 1977 gerestaureerd.
Tegenover de kerk staat de pastorie. Het huidige gebouw dateert uit het begin van de 20e eeuw.
In het dorp is in ieder geval vanaf de 19e eeuw sprake van een openbare basisschool, tegenwoordig de Jan Ligthartschool. Een oud schoolgebouw doet nu dienst als dorpshuis 'het Aalmanshuus'.

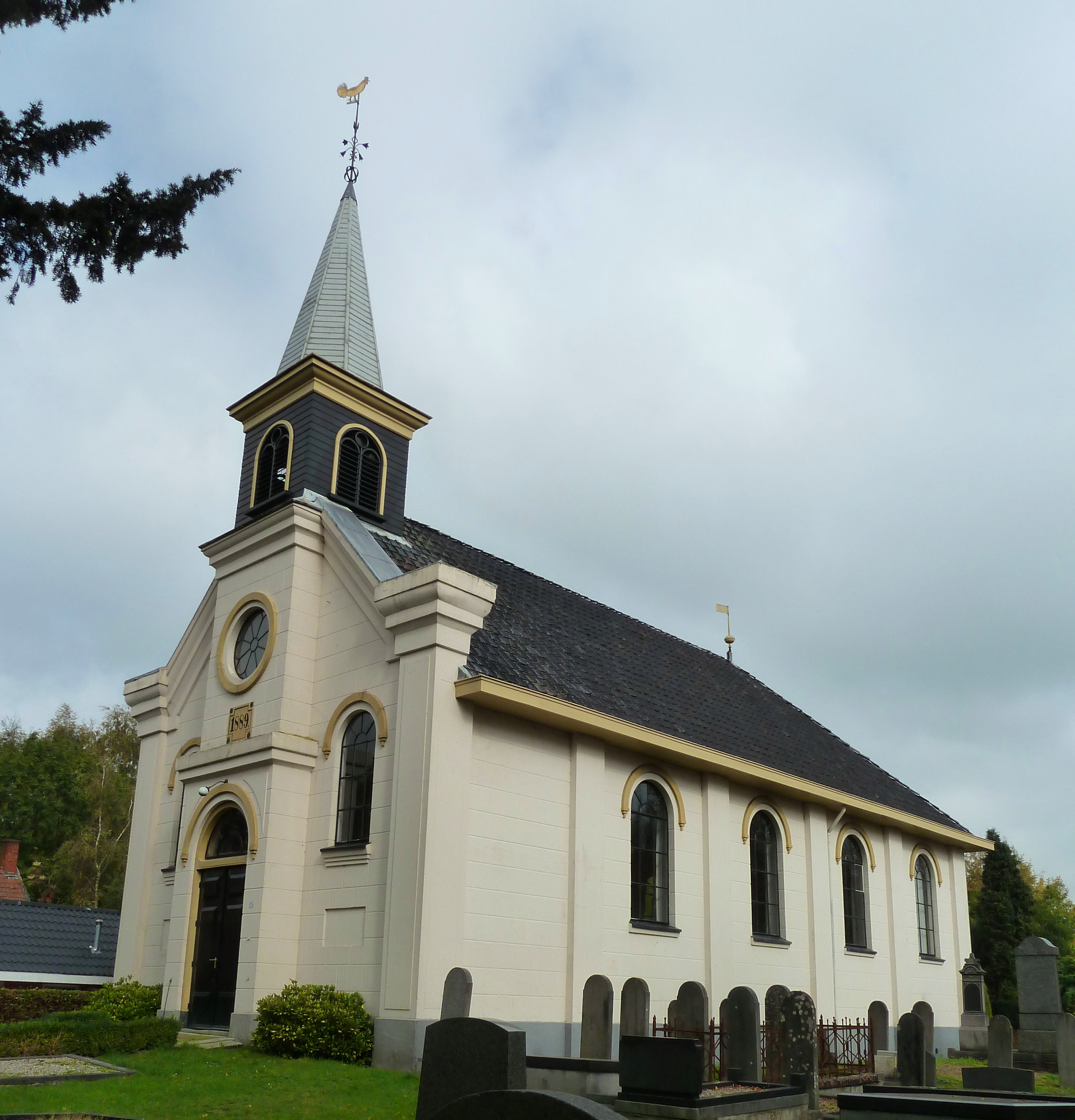
Hervormde kerk van Westerbroek (1889)
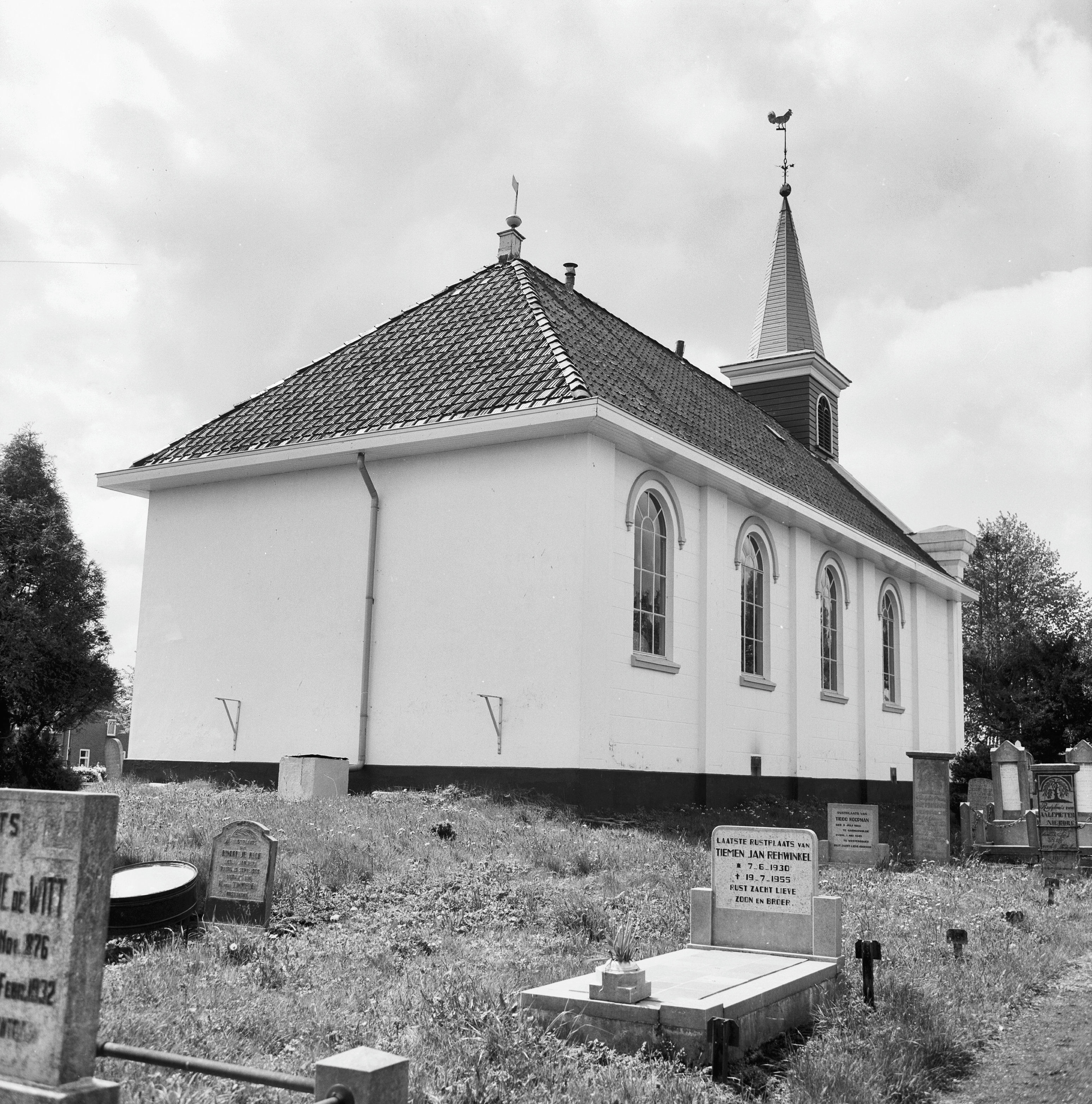
Noord-oostzijde van de kerk
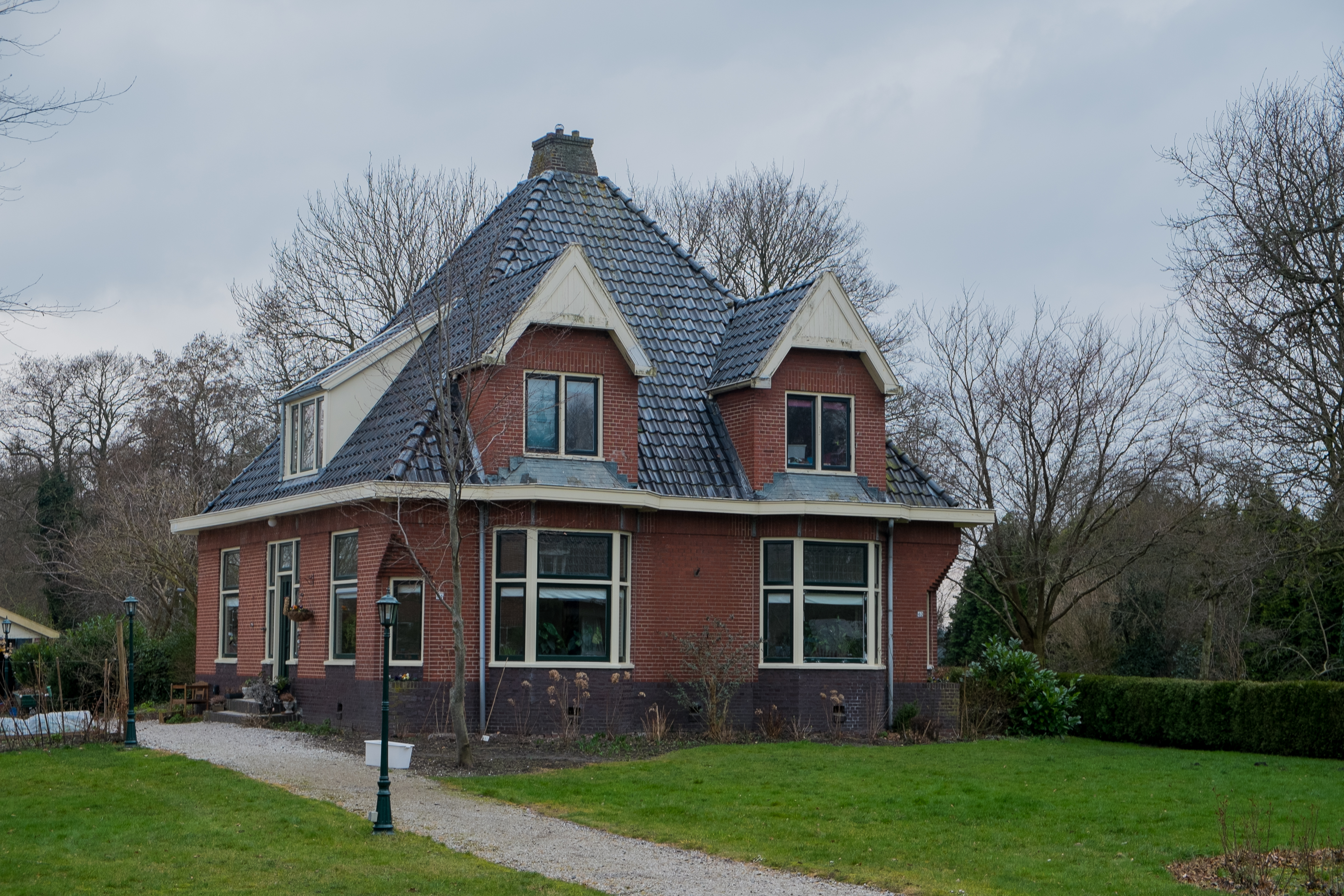
Pastorie
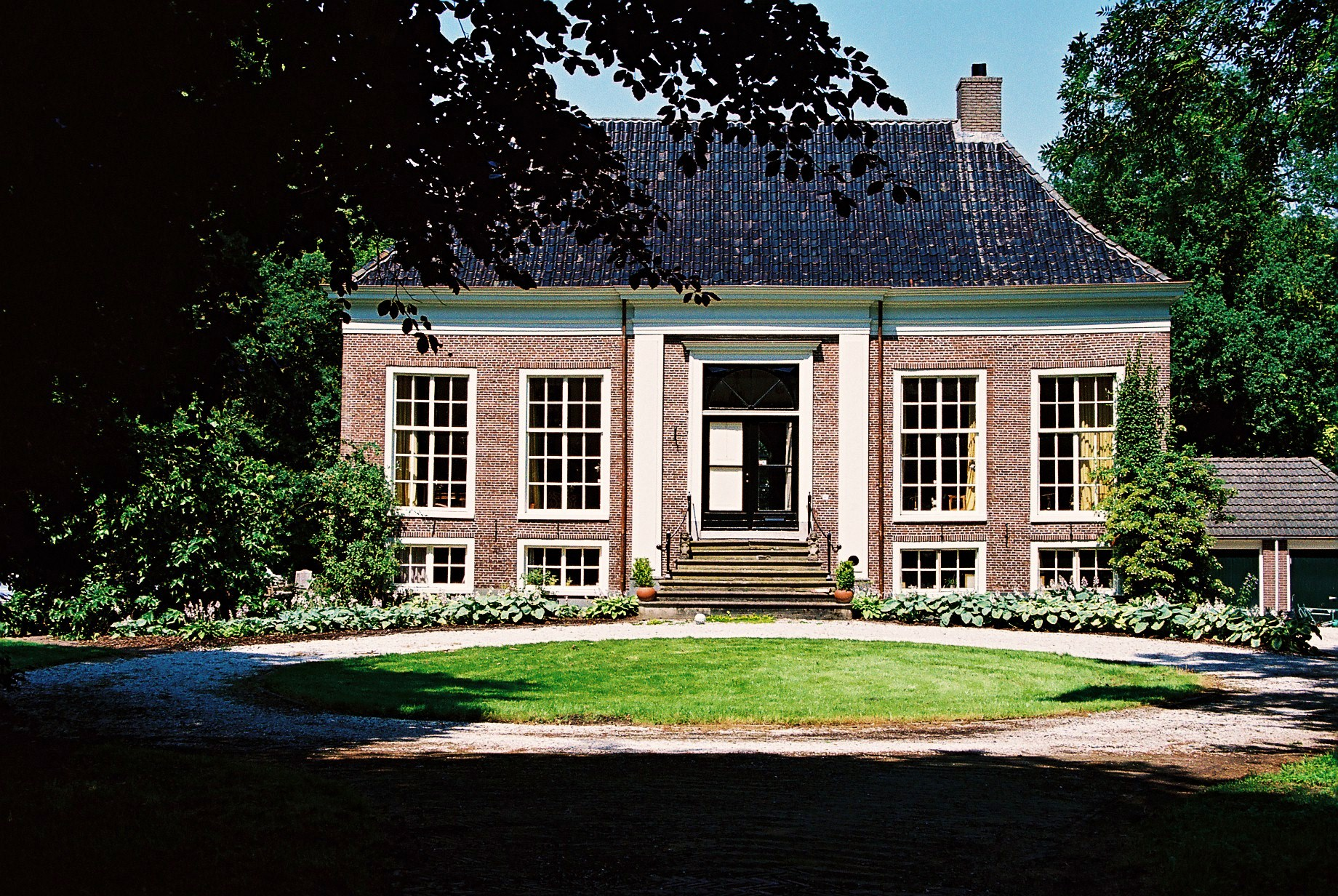
De veenborg Vaartwijk

### Veenborgen
In de 17e en 18e eeuw lagen er in de Groninger Veenkoloniën veel bosrijke gebieden waar veel veenborgen verrezen. Rond Westerbroek verrezen onder andere de buitenplaatsen Vaartwijk, Langwyck, Meerzicht (Meerzigt), De Ellenheerd, Hovenhuizen, Bellingeheerd, Huningaheerd, Tebbenplaats, Laanhoven, Vredelust, Veenlust, De Beckhof, D'Elmina, Tilburg en Rustlust. Ten noorden van Westerbroek ligt nabij Vaartwijk een boerderij Huningaheerd, waar wellicht de oude Huningaheerd heeft gestaan.
Op Vaartwijk, Langwyck en Meerzicht na zijn de buitenplaatsen allemaal in de loop der tijd afgebroken. Vaartwijk, aan de Oudeweg 41, werd tussen 1740 en 1760 gebouwd als Tjadenhoeve. Vanaf eind 18e eeuw tot 1920 was het in handen van de familie Hesselink, een familie van graanhandelaren en verveners. In 1962 werd het huis gerestaureerd. De borg, parkaanleg en het toegangshek werden in 2004 geregistreerd als rijksmonumenten. Aan de Rijksweg West 63 ligt de monumentale 18e-eeuwse omgrachte boerderij Langwyck, waarvan de ingang aan de voorzijde gesierd wordt met ionische pilasters. Aan de Rijksweg West 101 staat Meerzicht, dat een witgepleisterd voorhuis heeft en waar de familie Romelingh gewoond heeft.

### Molens
Rondom het dorp hebben een aantal poldermolens gestaan ter bemaling van de omringende polders. Zo werd mogelijk in 1769 een schepradwatermolen gebouwd in de Westerbroekstermadepolder, die een vlucht had van ruim 16 meter. Vanaf 1913 had deze molen een vaste tractiemachine voor de aandrijving, die later werd vervangen door een elektromotor. Nog steeds bevindt zich hier het watergemaal Westerbroekstermadepolder. De molenaarswoning (Madepolderweg 8) werd echter afgebroken in 1952. Drie andere poldermolens (ondermolens) stonden ten zuiden van de Borgweg ter bemaling van de Tilburgerpolder. In deze polder werd later tot 1969 een gemaal gebruikt. In de Westerbroeksterpolder en Engelbertermolenpolder verrezen in 1851 poldermolens, waarvan die van de Engelbertermolenpolder in 1871 werd verplaatst. In 1900 kregen beide molens een zelfzwichting, maar in 1905 werden ze reeds allebei gesloopt nadat ze waren vervangen door een stoomgemaal met een centrifugaalpomp, die in 1945 werd vervangen door een elektrische pomp, die later werd vervangen door een vijzelgemaal. Ten slotte was er nog een spinnenkopmolen ten zuidwesten van het dorp, die mogelijk in 1891 werd gebouwd, maar al in 1910 buiten gebruik raakte, door de plaatsing van de Amerikaanse windmotor 'Helder', die later ook moet zijn verdwenen.

### Silenka / PPG
Bedrijfsgeschiedenis

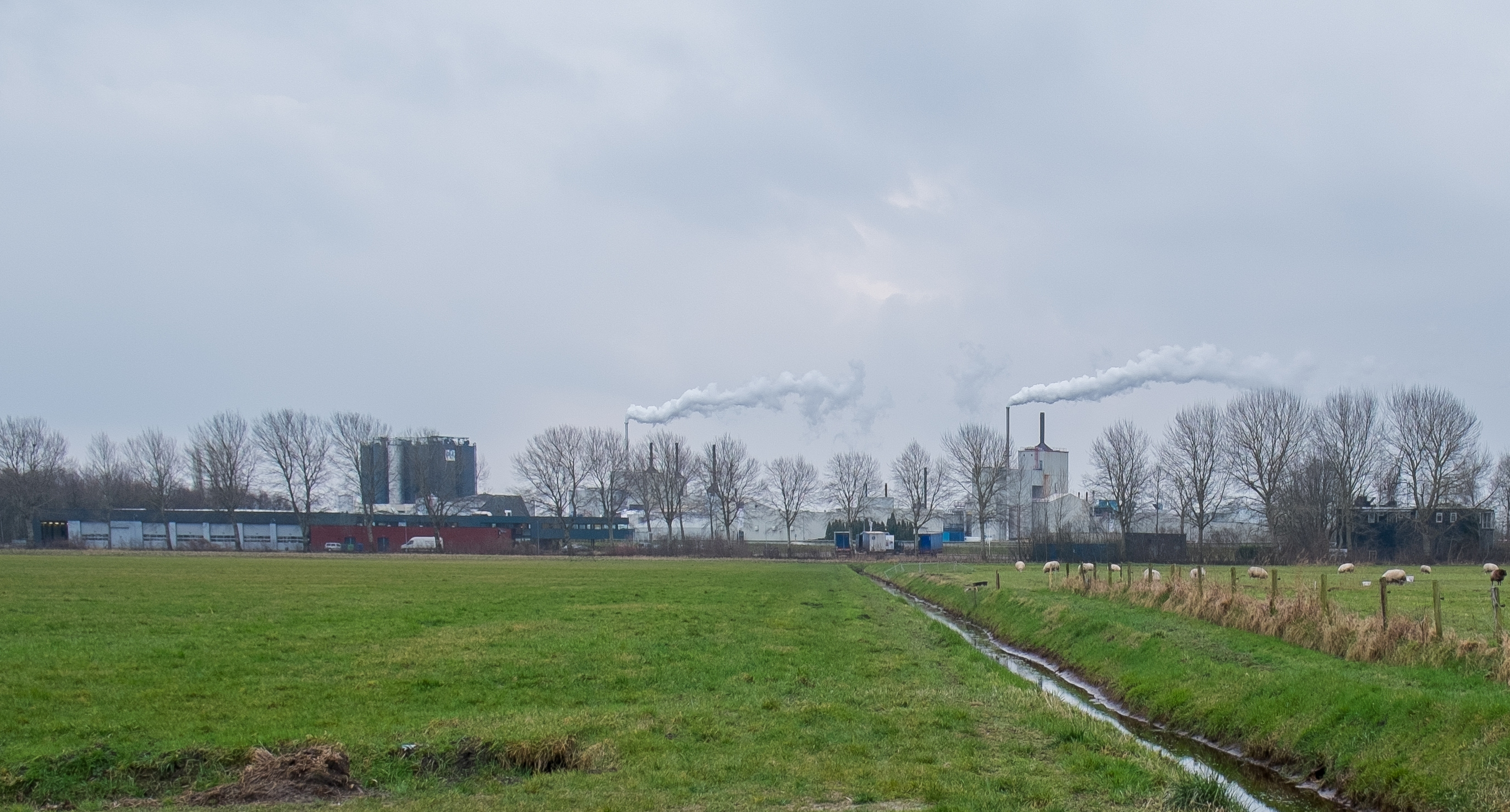
Silhouet van PPG gezien vanaf Westerbroek

In 1963 vestigde het glasvezelbedrijf Silenka -een joint venture van AKU (in 1969 opgegaan in Akzo, in 1994 in AkzoNobel) en PPG (uit Pittsburgh) zich aan het Winschoterdiep, hetgeen aanvankelijk met gejuich werd begroet vanwege de vele directe en indirecte banen (toeleveranciers) die dit opleverde. Bij het bedrijf verrezen een zestal kleine glasovens waar het benodigde speciale glas werd gefabriceerd, dat vervolgens via platina spindoppen werd gesponnen tot garen. Het bedrijf had tot 1983 een eigen spoorlijntje voor het vervoer van de glasvezel. De productie van glasvezel was in de begintijd met 20.000 ton per jaar niet erg hoog en begin jaren 1980 draaide het bedrijf een tijdlang met verlies. Daarop werd in samenwerking met de Noordelijke Ontwikkelingsmaatschappij (NOM) besloten de productie te verhogen door de bouw van drie grote glasovens, waarmee in 1986 de productie was opgevoerd tot 55.000 ton per jaar en het bedrijf winst begon te maken. In 1991, toen het bedrijf 1100 werknemers telde, verkochten Akzo en NOM hun belangen in het bedrijf, dat een jaar later de naam PPG Glass Fiber aannam. In de jaren 1990 keerde echter het tij weer en werd een oven gesloten en het aantal werknemers teruggebracht tot eerst 750 en vervolgens tot 500. In 2009 toen het bedrijf wederom verlies maakte en nog een oven werd gesloten, werd besloten tot het aanvragen van deeltijd-WW voor 175 van de 500 medewerkers om de economische crisis uit te kunnen zingen. In 2016 verkocht PPG het bedrijf aan het Japanse Nippon Electric Glass (NEG) en kreeg de fabriek de naam 'NEG Nippon Electric Glass Fiber NL'. In 2017 werd een nieuwe glasoven gebouwd. In 2020 kondigde NEG echter aan in 2021 een van de beide overgebleven glasovens te sluiten, waardoor bijna de helft van het personeel zal moeten vertrekken.

#### Gezondheidsproblemen
Vanaf 1974 kwam de bevolking van Westerbroek samen met de milieubeweging in het geweer tegen de fabriek omdat deze zwaar milieuvervuilend zou zijn, hetgeen negatieve invloeden zou hebben op de volksgezondheid in het gebied. Gesteld werd zelfs dat het bedrijf de grootste milieuvervuiler van Groningen was. Vooral de uitstoot van het schadelijke gas waterstoffluoride werd gehekeld. Een inspecteur van het RIVM waarschuwde de bevolking zelfs voor het eten van groente uit eigen tuin en het binnenhouden van kinderen wanneer de wind vanaf Silenka kwam. Professor Klaas Biersteker van de Wageningen University kwam vervolgens na onderzoek echter tot de conclusie dat de hoeveelheden fluoride dan wel hoger waren dan in Kiel-Windeweer, maar dat ze niet schadelijk waren. Onder aanvoering van onder anderen geboren Westerbroeker Roelof Ronda werd de vervuiling ook politiek aan de kaak gesteld. Wat volgde was een slepende juridische strijd tegen het bedrijf. In 1987 en 1989 werd geprobeerd de lozing via de smeerpijp op het Winschoterdiep te voorkomen en geëist dat het bedrijf achtereenvolgens een eigen waterzuivering en nazuiveringsinstallatie zou bouwen, hetgeen vervolgens gebeurde, de nazuiveringsinstallatie in 1995. Doordat tegelijkertijd ook de productie werd teruggeschroefd, namen de klachten af. In 1999 keerden ze echter terug als gevolg van een technische aanpassing. Naast stank werd er geklaagd over misselijkheid, hoofdpijn, verkoudheid, eczeem en zelfs een vervroegde herfst, hetgeen in 2000 ook werd vastgesteld door Alterra. Een onderzoek van GGD Groningen in 2001 wees echter uit dat de emissies van PPG geen gezondheidsrisico's meebrachten. Sinds 2000 zijn de emissies gedaald van ongeveer 46 ton in 2000 tot 4,7 ton in 2008.

## Omgeving
Ten zuiden van het dorp ligt het natuurgebied de Westerbroekstermadepolder van stichting Het Groninger Landschap. Ten westen ligt, ten noorden van de oude met eiken omzoomde Hesselinklaan het natuurgebied Westerbroek van Vereniging Natuurmonumenten, dat bestaat uit een aantal laagveenmoerassen, petgaten en elzenbroekbossen in het stroomgebied van de Hunze. Ten noordoosten van het dorp en ten zuidoosten van Vaartwijk ligt verder nog een dorpspark rond een oud petgat.

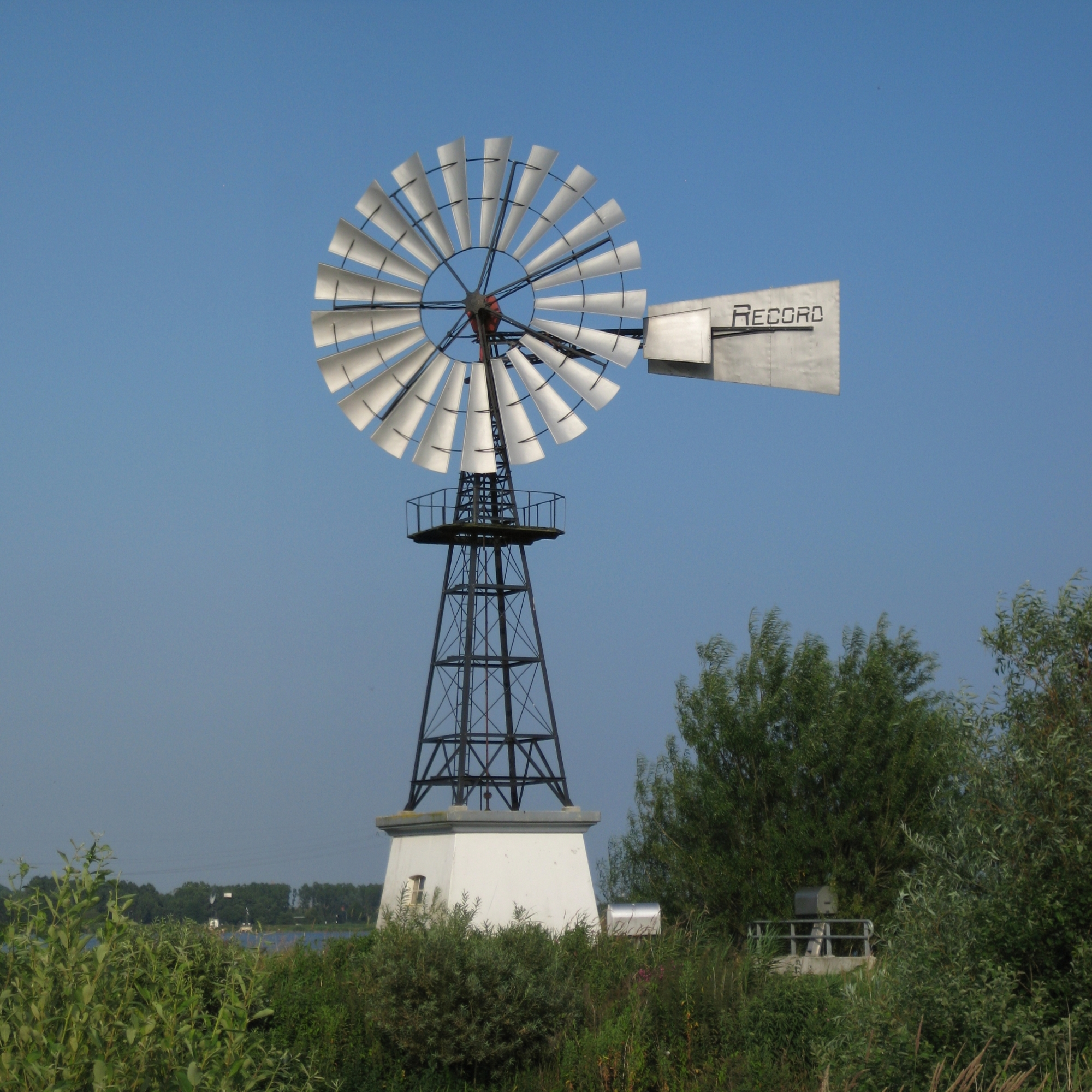
Windmotor De Putter in de Westerbroekstermadepolder
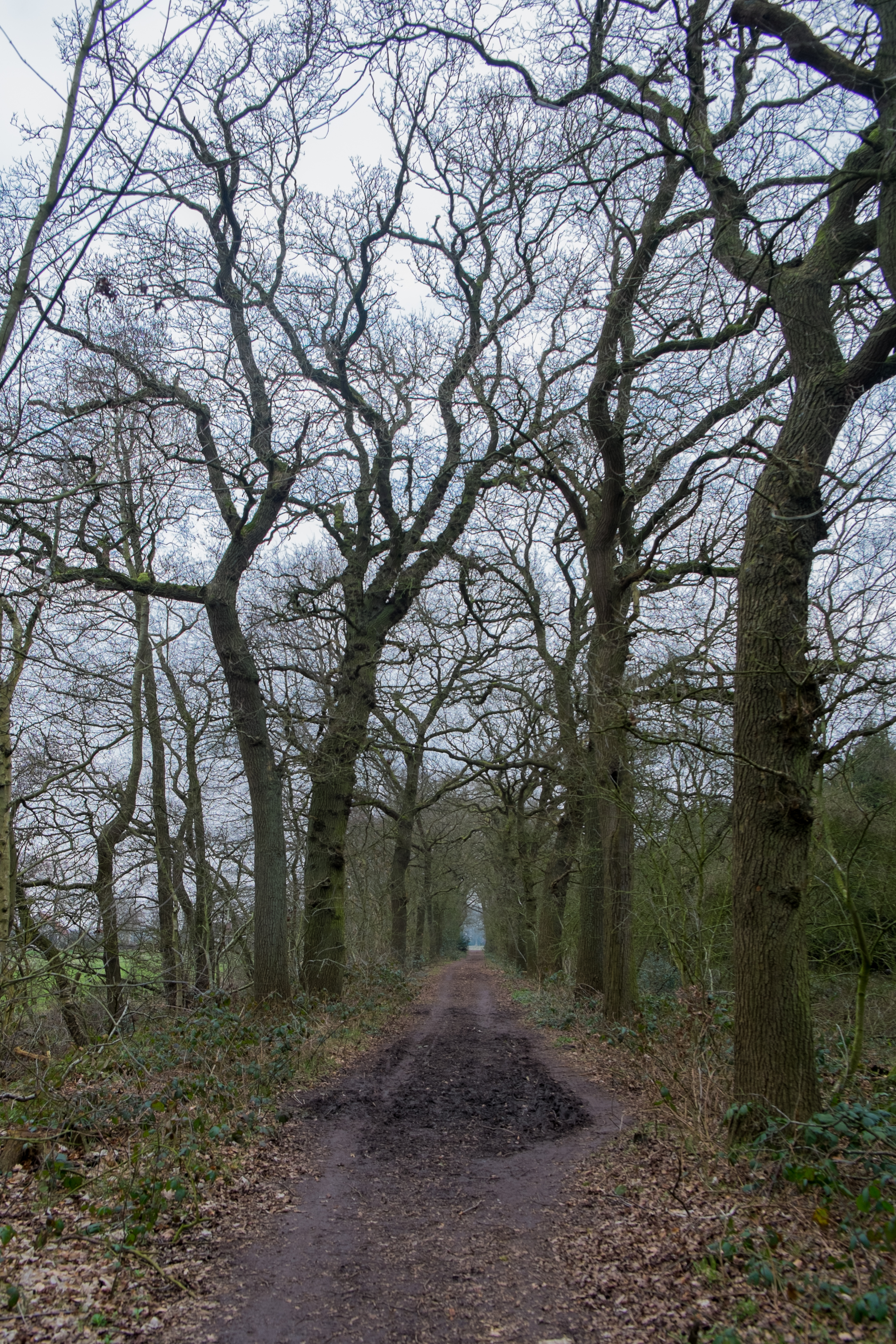
Oude eiken langs de Hesselinklaan
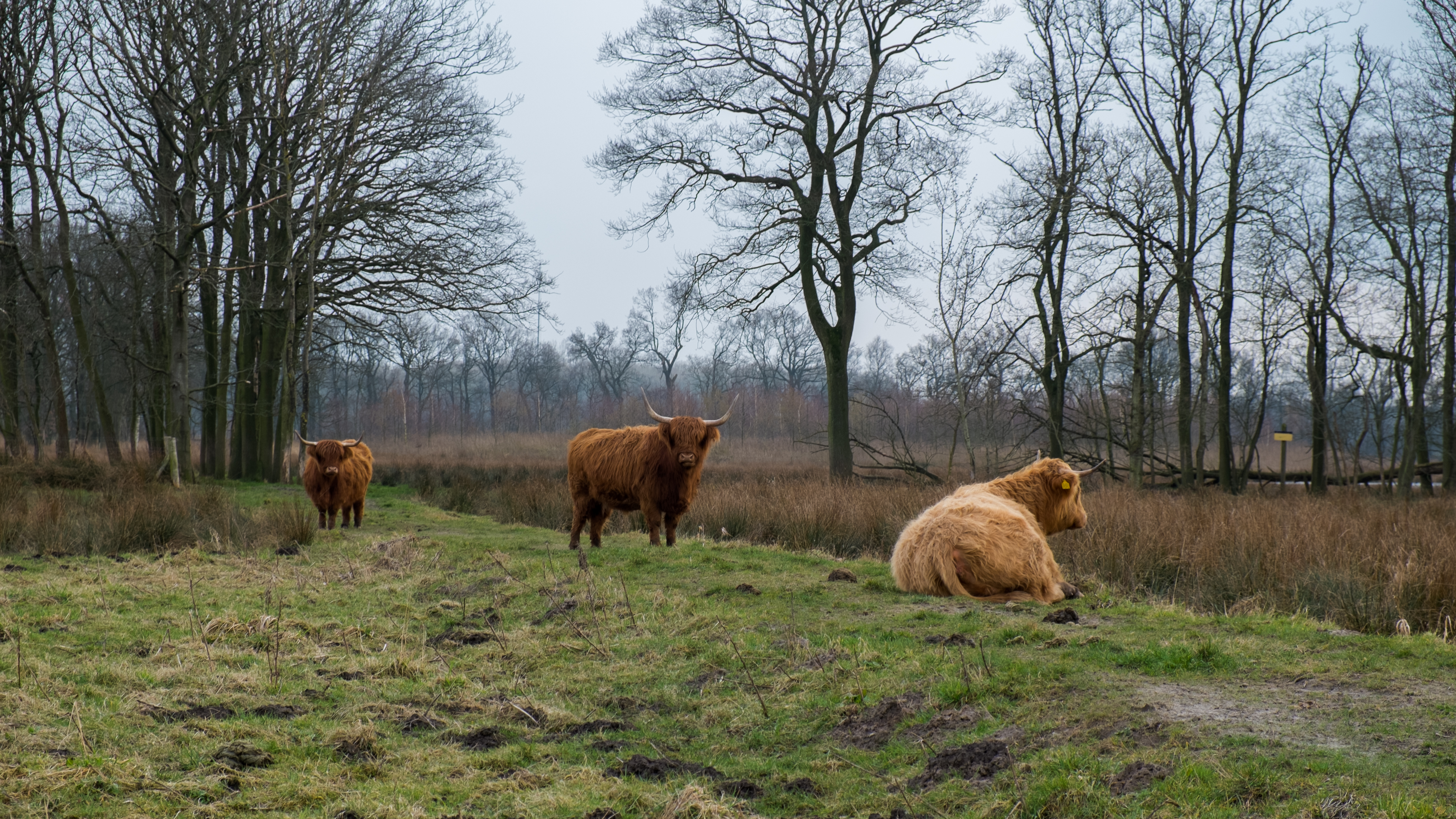
Schotse hooglanders in het natuurgebied Westerbroek
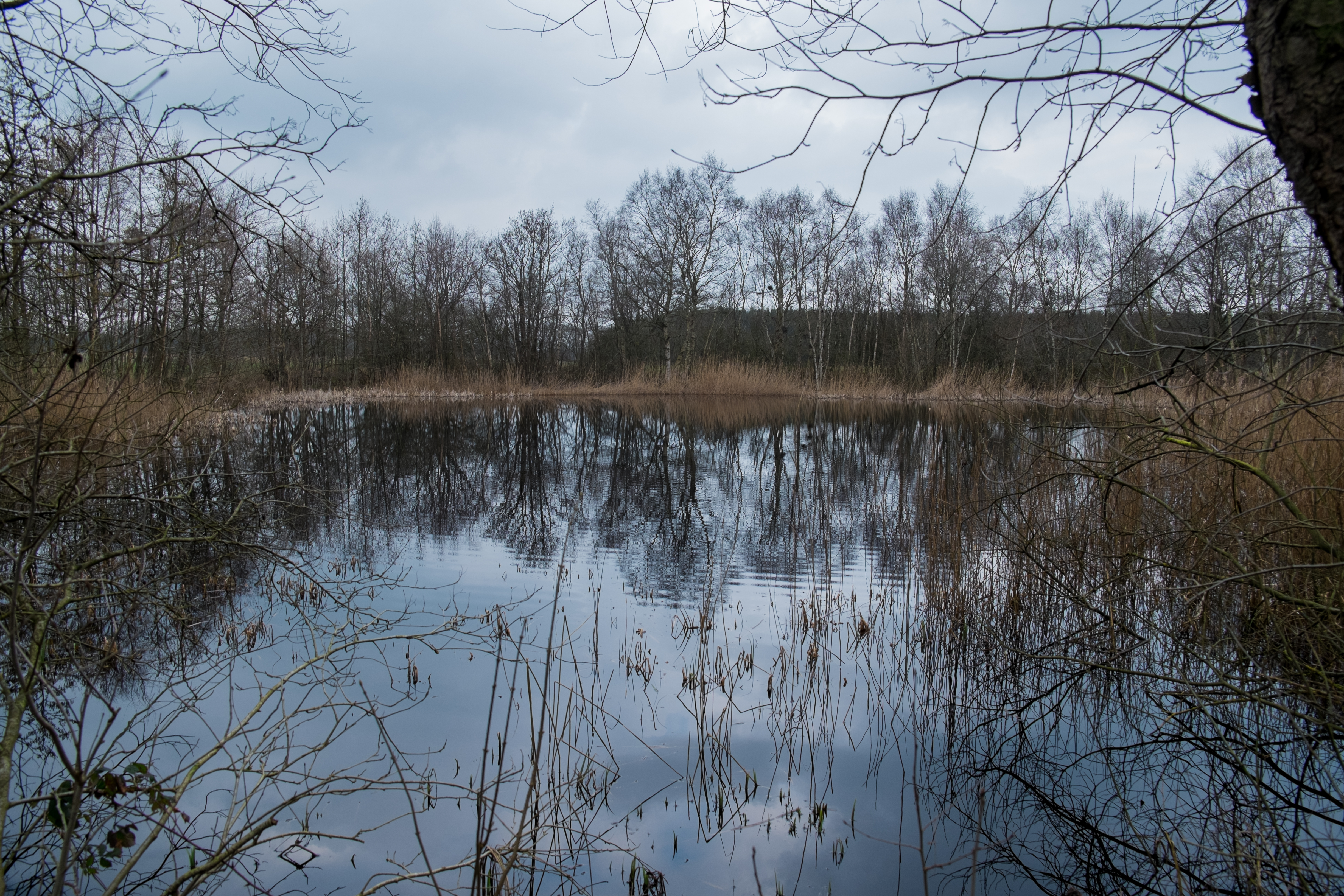
Petgat in het natuurgebied Westerbroek
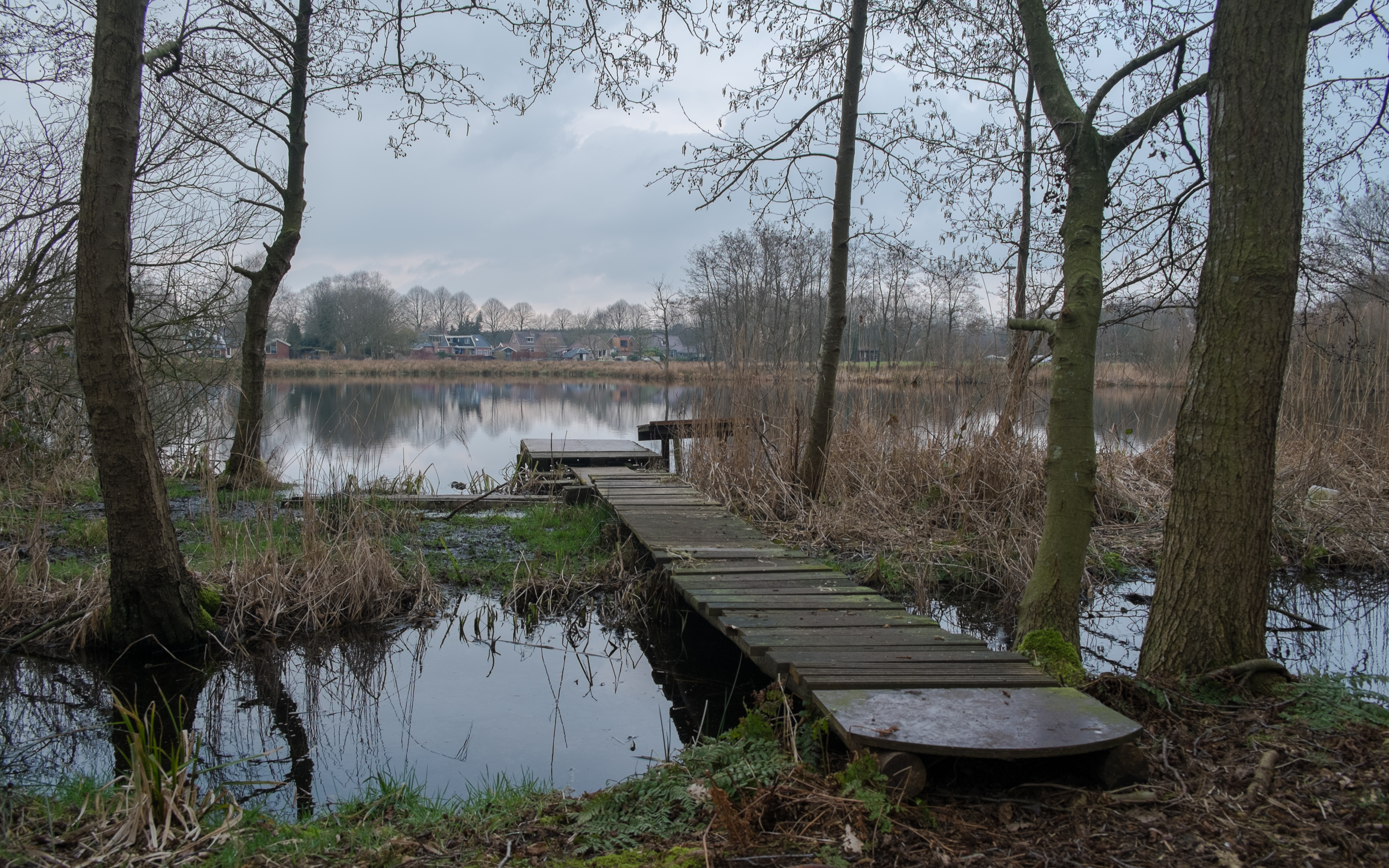
Petgat in het dorpspark

## Geboren
- Albert Willem Hoeth (1758-1827), procureur-crimineel
- Harm Kolthek (1872-1946), politicus